# Thomas Nicholls
Thomas Nicholls (n. 12 octombrie 1931, Wellington⁠(d), Anglia, Regatul Unit – d. 31 iulie 2021, Telford, Anglia, Regatul Unit) a fost un boxer ce a reprezentat Regatul Unit al Marii Britanii și al Irlandei de Nord, medaliat olimpic. A participat la 2 ediții ale Jocurilor Olimpice (1952, 1956) în care a câștigat o medalie de argint.